# Dulcimer martellato
Il dulcimer martellato (in inglese hammered dulcimer), chiamato anche "salterio a percussione", è uno strumento a corde percosse, da non confondere col dulcimer appalachiano; che è uno strumento a corde pizzicate, cugino dell’epinette des Vosges.

## Origini e storia
Discendente dal persiano santur, essendo transitato in Europa, sotto il nome di hackbrett, cimbalom, salterio e tympanom, il dulcimer è menzionato per la prima volta in Inghilterra nel XV secolo; la parola ha origine nella parola "doulcemelle", uno strumento francese simile del Medioevo. Il nome dulcimer martellato gli fu dato solo nel XIX secolo per distinguerlo dal dulcimer appalachiano. Da allora fu diffuso in Irlanda, negli Stati Uniti e, più recentemente, in Australia.

## Fattura
Di dimensioni simili all'ungherese cimbalom (10 cm x 40 cm x 8 cm), tipicamente costruito su una cassa armonica trapezoidale in legno d'acero, noce o ciliegio, ha due serie di una quindicina di ponti fissi che supportano da 90 a 120 corde metalliche fissate su ciascuna laterale (come il santur) e allungato sulla tavola armonica.
Ha due grandi buche ricoperte di rosette sulla tavola armonica.
I dulcimer martellati sono disponibili in diverse dimensioni e forme.

## Come si suona
Si suona seduti o in piedi, appoggiato su un supporto.
Le sue corde sono percosse da due (o, qualche volta, quattro) martelletti di legno, tenuti in modo flessibile tra il pollice e l'indice.
Le vibrazioni risuonano attraverso l'intera tavola armonica, il suono è percussivo, brillante e l'alzata delle note è lunga.
In genere l'accordatura è cromatica, ma esistono anche esemplari diatonici. Questo strumento è usato nella musica medievale, rinascimentale e popolare.

## Musicisti
- Kate Price
- Joshua Messick
- Carl Palmer (ELP)[1]